# Cianuro mercurico
Il cianuro mercurico è un composto chimico di formula Hg(CN)2 che in condizioni standard si presenta sotto forma di cristalli inodori o polvere bianca, dal sapore metallico nauseabondo.

## Caratteristiche strutturali e fisiche
Cristallizza in prismi tetragonali a base quadrata a 4 o 6 piani talvolta trasparenti, talvolta opachi che non contengono acqua. Il composto risulta:
- insolubile nel benzene,[5]
- poco solubile in alcol,[6]
- lievemente solubile in etere,[7]
- solubile in ammoniaca e glicerina[5]
- facilmente solubile in acqua, acido nitrico (non si scompone)[6] e metanolo.[7]

In caso d'incendio, vengono prodotti ossidi di azoto tossici.
| N. di atomi pesanti                  | 5             |
| N. di accettori di legami a idrogeno | 2             |
| Massa monoisotopica                  | 253.,976792 u |
| Superficie polare                    | 47.6 Å²       |
| Gravità specifica                    | 4 at 68 °F    |

## Sintesi del composto
Il cianuro mercurico si prepara:
- versando l'acido cianidrico sull'ossido di mercurio:[6]

{\displaystyle {\ce {2HCN + Hg2O -> C2HgN2 + Hg + H2 ^}}}
- dalla reazione tra il ferrocianuro di potassio, l'acido solforico e l'ossido mercurico in soluzione acquosa;[6]
- dalla reazione tra il blu di Prussia e l'ossido di mercurio in acqua distillata.[8]

## Reattività e caratteristiche chimiche
Il composto si decompone:
- a 320°C[7] formando miscele di cianogeno e mercurio[6] che possono esplodere;[9]
- in acqua formando acido cianidrico;[6]
- alla luce assumendo una colorazione più scura.[2][10]

Non reagisce con gli acidi ad eccezione dell'acido solfidrico, l'acido solforico, l'acido cloridrico e l'acido iodidrico. Il composto è in grado di sciogliere l'ossido di mercurio trasformandosi in cianuro mercurico tribasico (Hg(CN)₂·2HgO).
Reagisce con:
- acido solforico formando un sale che si scioglie nell'acido solforico concentrato e precipita nell'acido solforico diluito;[6]
- ioduro di potassio a formare un sale doppio poco solubile in acqua;
- cromato di potassio a formare un sale doppio con cristalli lamellari, longitudinali, gialli, inalterabili all'aria e facilmente solubili in acqua;
- formiato di potassio a formare un sale doppio lucente, facilmente solubile in acqua;
- zolfo a formare tiocianato di mercurio (II);[11]
- biossido di mercurio a formare un sale,[8]
- cloruri alcolici e acidi debolissimi a formare acido cianidrico;
- cloruri alcalini a formare sali doppi;
- cloruro di potassio a formare cianuro di potassio e cloruro mercurico.[12]

Del composto è disponibile lo spettro analitico 13C NMR.

## Farmacologia e tossicologia

### Effetti del composto ed usi clinici
In passato è stato utilizzato in pomate topiche mischiato con grasso depurato ed essenze di cedro, nei cosiddetti liquori antisifilici e nei saponi antisettici in medicina veterinaria.

### Tossicologia
| IDLH | 10 mg Hg/m3             |
| PEL  | 5 mg/m3 in 8 hr (pelle) |
| TWA  | 0,025 mg/m3 (pelle)     |
| BEI  | 35 ug/g                 |

| Organismo    | Test | Via di somministrazione | Dose         | Effetto |
| ------------ | ---- | ----------------------- | ------------ | --- |
| Uomo         | TDLo | orale                   | 71.400 ug/kg | aumento della frequenza cardiaca senza calo della pressione sanguigna calo della pressione sanguigna non caratterizzato nella sezione autonoma diminuzione del volume urinario. |
| Donna        | TDLo | orale                   | 10 mg/kg     | sonnolenza; ipermotilità, diarrea; nausea o vomito |
| Essere umano | LDLo | orale                   | 10 mg/kg     | |
| Essere umano | TDLo | orale                   | 27 mg/kg     | ipermotilità, diarrea; nausea o vomito |
| Ratto        | DL50 | orale                   | 26 mg/kg     | |
| Ratto        | LDLo | i.p.                    | 7500 ug/kg   | |
| Topo         | DL50 | orale                   | 33 mg/kg     | |
| Cane         | DL50 | sottocutanea            | 2710 ug/kg   | |
| Coniglio     | LDLo | i.v.                    | 2 mg/kg      | |

Ha gli stessi effetti tossici dei sali mercurici. Il composto è corrosivo e non carcinogeno. In caso di rapido avvelenamento agendo sul sistema nervoso paralizzando il cuore e i polmoni. In caso di avvelenamento lento la morte risulta invece causata dallo sviluppo di un'intensa infiammazione della mucosa gastro-intestinale. Infatti il composto a contatto con i succhi gastrici si decompone rilasciando acido cianidrico.
I sintomi includono senso di oppressione e dolore al petto, tosse e difficoltà respiratorie. Può causare ansia, confusione, vertigini e fiato corto, con possibile perdita di coscienza, convulsioni e paralisi. Il respiro può avere un odore simile alle mandorle amare. L'ingestione provoca necrosi, dolore, vomito e diarrea grave, oltre ai sintomi sopra descritti. Il contatto con gli occhi causa ulcerazione della congiuntiva e della cornea. Il contatto con la pelle provoca irritazione e possibile dermatite. Può verificarsi avvelenamento sistemico tramite assorbimento attraverso la pelle.

## Applicazioni
Viene utilizzato come:
- reagente di laboratorio,[14]
- in fotografia,
- nella produzione di gas cianogeno.[4]

## Normativa
- The Australian Inventory of Industrial Chemicals[26]
- New Zealand EPA Inventory of Chemical Status[27]
- Clean Air Act[28]
- Federal Drinking Water Standards
- Clean Water Act
- CERCLA
- RCRA [29]